# Bosrucktunnel
Der österreichische Bosruck-Eisenbahntunnel und die beiden Röhren des Bosruck-Straßentunnels unterqueren den Bergstock des Bosruck in den westlichen Ennstaler Alpen. Sie verbinden die Bundesländer Oberösterreich und Steiermark.

## Straßentunnel

Schreiender Bach vor 1904

Der Straßentunnel ist 5.509 m lang, verläuft großteils parallel zum rund 80 Jahre älteren Eisenbahntunnel, ist Teil der Pyhrn Autobahn (A9) und verbindet Spital am Pyhrn (Oberösterreich) mit Ardning (Steiermark) im Süden. Der ursprünglich einröhrig errichtete Tunnel wurde 1979 bis 1980 geplant, von 1980 bis 1983 von den Baufirmen Mayreder, Hamberger und Porr gebaut und am 21. Oktober 1983 für den Verkehr freigegeben.
Der Tunnel wird als Sondermautstrecke betrieben und unterliegt deshalb nicht der Vignettenpflicht. Für einen Pkw beträgt die Sondermaut 7,00 Euro mit Stand vom 1. Jänner 2025. Die Bezahlung kann auch über das Videomautsystem erfolgen.

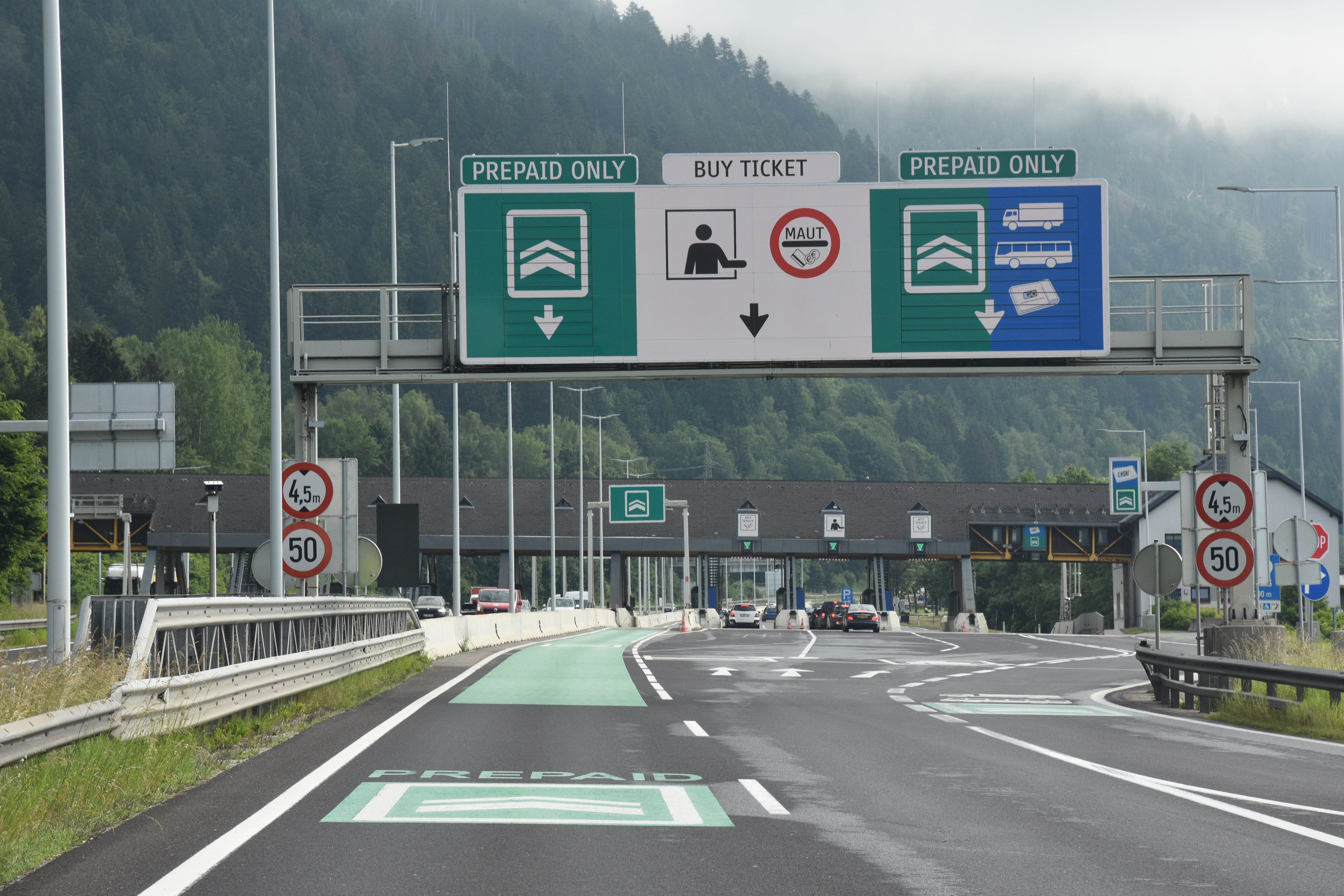
Mautstelle Bosruck

Im Jahr 2009 begann man mit dem Bau der zweiten Tunnelröhre. Im August 2011 erfolgte deren Durchschlag. Zur Sicherheit der Tunnelbenützer wurde zusätzlich zur lückenlosen visuellen Überwachung durch Kameras auch ein akustisches Warnsystem namens „Akut“ implementiert, das atypische Geräusche aus dem üblichen Verkehrslärm ausfiltert und gegebenenfalls Alarm auslöst. Nach der Eröffnung der neuen zweiten Röhre am 19. Juli 2013 wurde die bereits 30 Jahre in Betrieb stehende erste Röhre generalsaniert. Die Verkehrsfreigabe beider Tunnelröhren erfolgte am 19. Oktober 2015 mittags. Die offizielle Eröffnung fand bereits zwei Tage zuvor am 17. Oktober 2015 statt.
Bereits am 3. November 2015 kam es zu einer dreitägigen Sperre der generalsanierten alten Tunnelröhre und damit der Fahrtrichtung nach Sattledt (Voralpenkreuz). Auf einer Länge von 10 m hatte sich die Tunnelzwischendecke um 10 cm abgesenkt. Die Decke wurde daraufhin gestützt und die Röhre im gepölzten Bereich einspurig und mit 60 km/h Geschwindigkeitsbegrenzung freigegeben. Im Zuge der Ursachenklärung wurden die Betonwände gescannt. Als Untersuchungsergebnis teilte die Asfinag mit, dass die Zwischendecke aufgrund eines Baumangels abgerutscht sei. Vom 1. Februar 2016 bis 15. März 2016 wurde an der Behebung des Schadens sowie an zusätzlichen Sicherheitsmaßnahmen gearbeitet. Inklusive der abgesenkten Zwischendecke wurden laut Asfinag elf Bereiche vorsorglich mit Ankerstangen versehen (rund 700 Stangen von 66 Zentimeter Länge, aus Spezialstahl gefertigt).

## Eisenbahntunnel

Die Baustelle im Jahr 1904

Der 4.766 m lange Eisenbahntunnel verbindet die Bahnhöfe Spital am Pyhrn und Ardning der Pyhrnbahn. Er wurde in den Jahren 1901 bis 1906 im Rahmen des großen staatlichen Investitionsprojekts „Neue Alpenbahnen“ für die k.k. Staatsbahnen errichtet, nachdem mehrere Trassenvarianten über den Pyhrnpass verworfen worden waren.
Da mit den Vorarbeiten schon am 1. Juli 1901 (Nordseite)⊙ bzw. am 22. Juli 1901 (Südseite)⊙ begonnen worden war, waren zur Zeit der Bauvergabe (23. November 1902) bereits 1288 m Sohlstollen aufgefahren (Nordseite: 702 m, Südseite: 586 m). Dem Bauvertrag lag die Voraussetzung zu Grunde, dass der Vortrieb auf der Nordseite durch maschinelle, auf der Südseite durch Handbohrung erfolgen sollte. Als mittlere Leistung waren 2,80 m auf der Nordseite sowie 1,40 m auf der Südseite vorgeschrieben. Für die Vollendungsarbeiten waren sieben Monate vorgesehen. Der Durchschlag hätte daher programmgemäß am 1. März 1905 (in Stollenmeter 3018 der Nordseite, Stollenmeter 1744 der Südseite), die Bauvollendung sieben Monate später (1. Oktober 1905) erfolgen sollen. Die Gesamtbauzeit hätte dann vier Jahre und drei Monate betragen. Obwohl dieses Programm der Baubeschleunigung mehrfach abgeändert und insbesondere auch auf der Südseite die maschinelle Bohrung eingeführt wurde, war es infolge der vielen einschneidenden Schwierigkeiten unmöglich, den Vollendungstermin einzuhalten. Erst am 20. August 1906 wurde der Tunnel dem Verkehr übergeben, die vorgesehene Bauzeit also um elf Monate überschritten. Die zum ursprünglichen Durchschlagstermin absehbaren, im Budget nicht vorgesehenen Mehrkosten wegen der Wassereinbrüche führten nach parlamentarischer Kritik Ende April 1905 zum Rücktritt von Eisenbahnbaudirektor Karl Wurmb und Eisenbahnminister Heinrich von Wittek, die das Projekt Neue Alpenbahnen betrieben hatten.
Nachdem die Vorarbeiten auf Nord- und Südseite von den Unternehmen E. da Giau bzw. L. Zateranda ausgeführt worden waren, vergab gab die Staatseisenbahnverwaltung kurz nach dem ersten großen Wassereinbruch (14. August 1902) den Gesamtauftrag an die italienische Firma E. Falletti, Zateranda & Comp, die die Arbeiten am 23. November 1902 übernahm. Zu diesem Zeitpunkte war der Sohlstollen auf eine Länge von 702 m Nordseite aufgefahren, der Südstollen stand bei Stollenmeter 582.
Durch die groben Eingriffe in die Grundwasserverhältnisse wurde der Schreiende Bach bei Spital am Pyhrn, ein Wildbach, der bis dahin ein beliebtes Ausflugsziel war, im Juli 1904 wasserlos. Nach Versiegen des Wasserlaufs musste, bis zur Inbetriebnahme einer zusätzlichen Dampfmaschine (November 1904), von maschinellem auf Handvortrieb umgestellt und bei eingeschränkter Ventilation gearbeitet werden.
Noch vor dem für Mai 1905 erwarteten Tunneldurchschlag erfolgte (im Südstollen) am 17. des Monats erneut ein großer Wassereinbruch. Bei der am 22. Mai 1905 durch Methangas ausgelösten Explosion kamen sechzehn Arbeiter ums Leben. Trotz der notwendig gewordenen vollständigen Änderung des Bauvorgangs konnte am 22. November 1905 die Röhre von Nord nach Süd durchschlagen werden. Ausmauerungen waren Ende Juni 1906 beendet. Die Arbeit am Tunnel wurde am 31. Juli 1906 abgeschlossen, am folgenden 22. August wurde das Bauwerk dem Verkehr übergeben.
Ab 29. September 1963 kam es zu einer mehrmonatigen Tunnelsperre, um Schäden durch Wassereintritte, Gebirgsdruck und Rauchgase der Dampflokomotiven zu sanieren. Neben der Sanierung wurde der Streckenabschnitt Selzthal–Spital am Pyhrn elektrifiziert, um neue Rauchschäden zu vermeiden. Am 29. Mai 1965 wurde der Bosrucktunnel wiedereröffnet. Ab diesem Zeitpunkt fuhren Personenzüge zwischen Linz an der Donau und Selzthal in Dieseltraktion, während bei Güterzügen in Spital am Pyhrn von Dampflok auf Elektrolokomotive (bzw. umgekehrt) umgespannt wurde.
Über einen Neubau des mittlerweile 100 Jahre alten Bosrucktunnels der Bahn wird nachgedacht. Einerseits wird er in ein paar Jahren nicht mehr den EU-Kriterien z. B. in puncto Sicherheit entsprechen, andererseits ist für einen etwaigen zweigleisigen Ausbau der Strecke ein neuer Tunnel erforderlich. Seit Mitte 2011 läuft eine Umweltverträglichkeitsprüfung mit Planungsbeginn 2011 und Planungsende 2017, wobei die Entscheidung noch aussteht.
Teil der Überlegungen ist ein Risiko, das sich aus der Zusammensetzung von älterem Beton ergeben hat. Durch die Bildung von Thaumasit kann, betrachtet über lange Zeit, eine Gefahr für Bauten aus Beton entstehen. Unter bestimmten Umständen (Zusammensetzung von Grundwasser, Einwirkungsdauer über Jahrzehnte usw.) kann Thaumasit die Festigkeit von Beton vermindern, was bis zur Zerstörung einschlägiger Strukturen führen kann. Das Thema ist zumindest großen Bauunternehmen bewusst und ist am Beispiel des Bosrucktunnels publiziert. Ihm wird durch die Auswahl von Zuschlagstoffen begegnet.
Am 12. Februar 2020 äußerte ÖBB-Vorstand Andreas Matthä, dass geplant ist, die Pyhrn-Schober-Achse mittels selektiven zweigleisigen Ausbau auszubauen, um eine Kantenzeit von 75 Minuten zwischen Linz und Selzthal zu erreichen. Die Steigung im Tunnel ist zu groß, weshalb bis 2040 auch ein neuer Tunnel gebaut werden soll, um die Zeit weiter auf 60 Minuten zu reduzieren. Erst nach Probebohrungen könne über Kosten gesprochen werden. Das Gebirge sei mindestens so schwierig wie beim Semmering-Basistunnel.